# Шаренска
Шаренска е село в Южна България. То се намира в община Мадан, област Смолян.

## География
Село Шаренска се намира в планински район.